# Secret Gardens
Secret Gardens è il primo album della flautista Berdien Stenberg, pubblicato nel 1980.

## Descrizione
In questo album si vede la collaborazione della violinista Judy Schomper. Il disco contiene una versione con violino e flauto del brano Sotto il tiglio di Angelo Branduardi.

## Tracce
1. Sous Le Tilleul – 3:08
2. Classical Gas – 3:15
3. Nimrod – 4:09
4. Blue Rondo A La Turk – 5:20
5. Secret Gardens – 3:54
6. Ich Bin Dein Baum – 4:38
7. Children Of Sanchez – 4:02
8. Zwei Engel In Drievierteltakt – 4:45
9. James – 4:09
10. Pieds En Láir – 3:47